# Réticuline (alcaloïde)
Cet article concerne l'alcaloïde du pavot. Pour la fibre des matrices extra-cellulaires, voir Réticuline.
La réticuline est un alcaloïde du pavot somnifère, intermédiaire majeur dans la biosynthèse de la morphine et des autres alcaloïdes de l'opium.
Selon certaines données, elle exerce une action dépressive sur le système nerveux central et pourrait être utilisée comme marqueur chimique de l'usage d'opium.
La réticuline est présente dans de nombreuses espèces végétales, notamment du genre Lindera et Annona, et subit une oxydation par la réticuline oxydase.